# Järbo Idrottsförening
O Järbo Idrottsförening, ou simplesmente Järbo IF, é um clube de futebol da Suécia fundado em 1927. Sua sede fica localizada em Järbo.